# Mach
Mach — микроядро операционной системы, разработанное в Университете Карнеги — Меллона при проведении исследовательских работ в области операционных систем, главным образом распределённых и параллельных вычислений. Это один из самых первых примеров микроядра, но до сих пор он является стандартом для других подобных проектов.
Проект существовал с 1985 по 1994 годы и был закончен выпуском Mach 3.0. Несколько исследовательских групп продолжили разработку Mach; например, Университет Юты некоторое время вёл проект Mach 4. Mach разрабатывался как замена ядру BSD UNIX, поэтому не было необходимости в разработке нового операционного окружения. Дальнейшие научно-исследовательские работы по проекту Mach, похоже, закончены; несмотря на это, Mach и его производные используются в ряде коммерческих операционных систем, например, NeXTSTEP, наиболее заметной из которых является macOS, в которой используется ядро XNU, вобравшее в себя Mach 2.5. Система управления виртуальной памятью Mach была перенята разработчиками BSD в CSRG и используется в современных UNIX-системах, производных от BSD, например, FreeBSD. Ни macOS, ни FreeBSD не сохранили микроядерной архитектуры, используемой в Mach, хотя macOS предлагает для использования в приложениях микроядерную систему межпроцессного взаимодействия и примитивы управления.
Mach является логическим продолжением ядра Accent, также разработанного в Carnegie Mellon University. Ведущий разработчик проекта Ричард Рашид с 1991 года работает в Microsoft в подразделении Microsoft Research. Ещё один из основных разработчиков, Аветис Теванян, работал главой отдела разработки программ в NeXT, затем, до марта 2006.

## Концепция
Так как Mach был разработан как быстрая замена традиционному ядру Unix, мы рассмотрим преимущественно отличия Mach от Unix. Стало понятным, что Unix-концепция «всё — файл» больше не работает на современных системах, но такие системы, как Plan 9 от Bell Labs, всё же пытаются следовать по этому пути. Разработчики Mach заметили негибкость такого подхода, и предположили, что другой уровень виртуализации может заставить систему «работать» снова.
Одна из важнейших абстракций в Unix — это конвейеры (pipe). Какой механизм, похожий на конвейеры, позволит сделать более универсальный способ передачи информации между программами? Такая система может функционировать, используя межпроцессное взаимодействие (IPC) — похожий на конвейеры принцип организации взаимодействия процессов, позволяющий перемещать любые данные, подобные файлам между двумя программами. В то время как во многих системах, включая различные Unix, уже несколько лет существовали различные реализации IPC, они были предназначены для специальных целей и не могли обеспечить того, что создатели Mach от них ждали.
В Carnegie Mellon University начали разработку ядра Accent, используя IPC, основанный на разделяемой памяти. Accent был экспериментальной системой со множеством возможностей, разрабатываемых по веянию моды за всё время разработки. Дополнительно, полезность Accent для исследования была ограничена, потому что он не был Unix-совместимым, а Unix был уже стандартом де-факто во всех исследовательских ОС. Кроме того, Accent был жёстко привязан к платформе, на которой разрабатывался. Но в начале 1980-х казалось, что вскоре появится множество новых платформ, многие из которых будут поддерживать массовый параллелизм.
В начале разработки Mach рассматривалась в основном как попытка создать концептуально «чистый» основанный на Unix легко портируемый Accent. Были сформулированы следующие основные концепции:
- «задача» — набор ресурсов, которые позволяют «потокам» исполняться
- «поток» — единица, исполняющаяся на процессоре
- «порт» определяет защищённый конвейер для IPC между задачами
- «сообщение» перемещается между программами через порт

Mach разработан на концепциях IPC Accent’а, но сделан системой, больше похожей на Unix, которая позволяет запускать Unix-программы с минимальными изменениями или вовсе без них. Для достижения этой цели в Mach появилась концепция «порта», представляющего конец в двухстороннем IPC. Порты были защищены и имели права, подобные правам доступа на файлы в Unix, а также использовали очень похожую на Unix модель защиты. Дополнительно Mach разрешал любой программе владеть привилегиями, которыми обычно владеет только ядро, позволяя непривилегированному уровню (user-space) обращаться к аппаратному обеспечению.
Как и в Unix, операционная система в Mach снова сводится в основном к набору утилит. Как и Unix, в Mach есть концепция «драйвера» как посредника между собственно ядром и аппаратным обеспечением. Однако все драйверы для существующего аппаратного обеспечения должны быть включены в микроядро. Другие архитектуры, базирующиеся на слоях абстракции от оборудования или экзоядрах, могут отделять драйверы от микроядра.
Главным отличием от Unix было то, что утилиты должны были работать не с файлами, а с задачами. Больше кода было перемещено из ядра в непривилегированный режим. Ядро за счёт этого стало существенно меньше, отсюда термин микроядро для обозначения ядра Mach. В отличие от традиционных систем, под Mach процесс (или «задача») может состоять из набора потоков. Mach был первой ОС, которая определила понятие «поток» в этом смысле. Задачи ядра были сведены к работе с оборудованием и поддержке утилит.
Существование портов и использование IPC определяет большинство различий между Mach и традиционными ядрами. В Unix для обращения к ядру используются «системные вызовы» или «сигнал». Программа использует библиотеку, чтобы разместить данные в известном месте в памяти, и затем вызывает специальное программное прерывание. Когда система впервые запускает ядро, она устанавливает обработчик этого прерывания, поэтому программа, порождающая прерывание, вызывает ядро, которое исследует пришедшую информацию и совершает действия.
В Mach для этой цели используется IPC. Программа запрашивает у ядра доступ к порту, а затем использует механизм IPC для посылки сообщений в порт. В других ядрах эти сообщения обрабатываются системными вызовами; в Mach практически все запросы обрабатываются другой программой.
Использование IPC для передачи сообщений поддерживает потоки и конкуренцию. Так как задачи состоят из множества потоков и их код в потоках использует механизм IPC, Mach может заморозить или разморозить поток, пока сообщение обрабатывается. Это позволяет системе быть распределённой на множество процессоров, используя разделяемую память непосредственно в большинстве сообщений Mach, или путём добавления кода для копирования сообщения в другой процессор, если требуется. В традиционном ядре это трудно реализовать, потому что система должна быть уверена, что различные программы не пытаются писать в одну и ту же память на различных процессорах. В Mach это хорошо определено и легко реализуется; процесс, совершающий доступ к памяти, портам, делается «гражданином» системы.
Система IPC имеет проблемы с производительностью, для преодоления которых было разработано несколько стратегий. В частности, Mach использует единый механизм разделения памяти для физической передачи сообщений от одной программы к другой. Физическое копирование сообщения будет медленным, поэтому Mach обращается к блоку управления памятью (MMU) для быстрого соотнесения данных в одной программе и в другой. Только если данные записываются, они будут физически скопированы, процесс, называющийся «копирование при записи» (copy-on-write; cow).
Сообщения также проверяются на целостность ядром, чтобы избежать плохих данных, которые выведут из строя одну из программ, составляющих систему. Порты были разработаны на основе файловой системы Unix. Это позволило портам использовать существующие концепции навигации по файловой системе, а также права доступа.
По сравнению с более традиционными ОС разработка такой системы становится проще. Большая часть системы может быть запущена, отлажена и создана с помощью тех же утилит, что и программы для традиционной системы. С монолитным ядром ошибка в коде требует выключения целой машины и перезагрузки, в то время как в Mach требуется только перезапуск программы. Дополнительно пользователь может указывать системе, включить или выключить возможности по своему желанию. Так как ОС — это коллекция программ, разработчики могут добавлять или удалять её части, просто запуская или останавливая их, как и любую другую программу.

## Разработка
Mach изначально располагался как дополнительный код, написанный к существующему 4.2BSD-ядру, который позволял команде работать на системе задолго до того, как она была завершена. Работа началась с уже готовой Accent IPC/порт системы и переместилась на другие ключевые части OS, задачи, потоки и виртуальную память. Эти части были переписаны на вызов функций в Mach; параллельно с этим велась работа над 4.3BSD.
В 1986 система была завершена и могла запускаться на DEC VAX. Несмотря на малое практическое значение, цель создать микроядро была воплощена в жизнь. Вскоре последовал выпуск версий для IBM PC/RT и рабочих станций Sun Microsystems 68030, предоставляя портируемость системы. К 1987 в список включены Encore Multimax и Sequent Balance. Release 1 вышел в этот год, а Release 2 — в следующий.
Все это время обещанное «настоящее» микроядро не было создано. Эти ранние версии Mach - прототипы, доказывающие её работоспособность, включали большую часть ядра BSD 4.3, в результате чего это ядро было фактически больше, чем Unix, на котором оно базировалось. Однако, цель переместить Unix-слой из ядра, где оно более просто разрабатывалось и заменялось, была достигнута. Производительность оставляла желать лучшего, и был осуществлен ряд архитектурных изменений, чтобы решить эту проблему.
В результате Mach 3 вышел в 1990 и вызвал большой интерес. Маленькая команда, которая сделала Mach, портировала его на множество платформ, включая сложные мультипроцессорные системы, которые создавали серьёзные проблемы для старомодных ядер. Также был активирован интерес в коммерческом сегменте рынка, где нашлись компании, которые хотели бы иметь возможность менять платформы, и, если бы они портировали свои ОС на Mach, то могли бы безболезненно менять платформы.
Mach получил ускорение развития, когда Open Source Foundation анонсировало, что они будут создавать следующую версию OSF/1 на Mach 2.5, и были бы рады использовать Mach 3. Mach 2.5 также был выбран для NeXTSTEP-систем и некоторым количеством коммерческих мультипроцессорных производителей. При помощи Mach 3 было совершено некоторое число попыток портировать другие ОС на это ядро, включая IBM Workplace OS и несколько попыток от Apple Computer создать кросс-платформенную версию Mac OS.
Некоторое время казалось, что каждая ОС, созданная в конце 1990-х, будет базироваться на Mach.

## Проблемы с производительностью
Mach изначально позиционировался как замена классическому Unix, и по этой причине содержит множество Unіх'овых идей. К примеру, Mach использует систему прав и безопасности, основанную на Unix’овой файловой системе. Так как ядро исполняется в привилегированом режиме (kernel-mode) и возможно, что некоторая программа пошлет команду, которая повредит систему, ядру приходится проверять каждое сообщение. Также большинство функционала было расположено в программах, исполняющихся в непривилегированном режиме (user-space), это значит, что необходим некоторый способ разрешения таким программам дополнительных действий, например работу с аппаратным обеспечением.
Некоторые возможности Mach базировались на тех же механизмах IPC. К примеру, Mach с лёгкостью может поддерживать многопроцессорные компьютеры. В традиционном ядре экстенсивная работа проделывается, чтобы обеспечить реентерабельность или прерываемость программ, запущенных на разных процессорах и способных вызывать функции ядра в одно и то же время. В Mach кусочки операционной системы изолированы в серверах, которые могут запускаться так же, как и другие программы — на любом процессоре. Потому теоретически ядро Mach также должно быть реентерабельным, но на практике это не проблема, так как все, что нужно Mach — это направить запрос какой-нибудь непривилегированной программе. Mach также включал сервер, который может перенаправлять сообщения не только между программами, но и по сети. Работа в этой области была проделана в конце 1980-х и начале 1990-х.
Использование IPC для большинства задач снижает производительность. Сравнения, проведенные в 1997 году, показали, что Unix, построенный на Mach 3.0, на 50 % медленнее, чем традиционный Unix.
Исследования показали, что производительность падает из-за IPC, и достичь ускорения за счет раздробления ОС на маленькие серверы невозможно. Было сделано множество попыток улучшить производительность Mach, но в середине 1990 интерес пропал.
Фактически, исследование природы проблем производительности выявило несколько интересных фактов: один — IPC сам по себе не является проблемой, проблема - в необходимости отображения памяти для его поддержки, что добавляет небольшие временные затраты. Большинство времени (около 80 %) тратится на дополнительные задачи в ядре — на обработку сообщения, в первую очередь - проверку прав порта и целостность сообщения. В тестах на Intel 80486DX-50 стандартный Unix-вызов занимает около 21 микросекунды, соответствующий вызов в Mach занимает 114 микросекунд, из них 18 микросекунд относятся к аппаратному обеспечению, остальное относится к различным функциям ядра Mach.
Когда Mach впервые был использован в серьёзных разработках (2.x версия), производительность была ниже, чем в традиционных ядрах, примерно на 25 %. Эта цена не вызывала беспокойства, потому что система хорошо портировалась и работала на множестве процессоров. Фактически, система скрыла серьёзные проблемы с производительностью до выхода Mach 3, когда множество разработчиков попыталось создать системы, запускаемые в непривилегированном режиме.
Когда Mach 3 попытался переместить ОС в непривилегированный режим, потеря производительности стала заметной. Рассмотрим простой пример: задача узнаёт текущее время. Посылается сообщение ядру Mach, это вызывает переключение контекста, отображение памяти, затем ядро проверяет сообщение и права, если все хорошо, то вызывается переключение контекста на сервер, затем сервер выполняет действия и посылает сообщение назад, ядро выделяет ещё памяти и переключает контекст дважды.
Но здесь есть проблема. Она заключается в системе подкачки виртуальной памяти. Традиционные монолитные ядра знают, где ядро и его модули, а где память, которую можно выгружать, в то время как Mach не имеет ни малейшего представления о том, из чего состоит система. Вместо этого он использует единое решение, добавляющее проблем с производительностью. Mach 3 дает простой менеджер памяти, который обращается к другим менеджерам, выполняющимся в непривилегированном режиме, что заставляет систему делать дорогие IPC-вызовы.
Многие из этих проблем существуют в любой системе, которой необходимо работать на многопроцессорной машине, и в середине 1980-х казалось, что будущий рынок будет наполнен ими. Фактически эволюция не работает, как ожидается. Мультипроцессорные машины использовались в серверных приложениях в начале 1990-х, но затем исчезли. Тем временем производительность CPU возрастала на 60 % в год, умножая неэффективность кода. Плохо, что скорость доступа к памяти растет только на 7 % в год, это значит, что цена обращения к памяти не уменьшилась, и вызовы IPC Mach’а, которые не сохраняются в кэше, работают очень медленно.
Несмотря на возможности Mach, такие потери производительности в реальном мире неприемлемы, поэтому большая часть сообщества разработчиков ОС посчитала, что использование IPC в качестве основы ОС изначально провально.

## Возможные решения
Как было установлено выше, большая часть активности Mach 3 теряется в ipc-вызовах, для которых концепция «многосерверной системы» все ещё является многообещающей, поэтому она требует исследований, и разработчики должны тщательно разделить код на модули, которые не выполняют вызовы с сервера на сервер. Например, большая часть сетевого кода должна быть размещена на отдельном сервере, а в Unix это не так просто, поскольку система основана на использовании файловой системы для всего, от сети до безопасности.
Большинству разработчиков не нравится оригинальная концепция единого большого сервера, обеспечивающего функциональность ОС, которая также, для простоты разработки, позволила операционной системе работать в привилегированном и непривилегированном режимах, и это позволяет им разрабатывать в непривилегированном режиме и обладать всеми функциями mach idea, а затем переводить отлаженный сервер в привилегированный режим для повышения производительности. Несколько операционных систем были разработаны с использованием аналогичного метода, известного как «совместное размещение», который используется в Lites (порт 4.4 bsd Lite), MKLINUX, OSF/1 и NeXTSTEP/OpenStep/Mac OS X. В ChorusOS эта функция стала частью базовой системы, позволяя серверам переключаться перейти в привилегированный режим с использованием встроенных механизмов.
В Mach 4 попытались решить эту проблему с помощью радикального набора улучшений, которые, в частности, позволили обнаружить программный код, который обычно не пишется, и поэтому копирование во время записи происходит редко. Это позволило не сопоставлять память между процессами (map memory) для IPC, а вместо этого использовать локальные области программной памяти, что создало концепцию «шаттлов» и повысило производительность, но разработчики столкнулись со сложностью управления состояниями, и Mach 4 также включает встроенные механизмы коллокации.
Во всех тестах IPC производительность была названа источником проблемы, ей причисляется 73 % потерянных циклов.
К середине 90-х годов работы над микроядерными системами были прекращены, хотя рынок полагал, что в 90-х годах все новые системы будут на микроядерах, сегодня только одна широко используемая система mac OS X использует сервер коллокации в дополнение к сильно модифицированному ядру Mach 3.

## Следующее поколение
Исследования показали, что проблема производительности IPC не так страшна, как считается. Напоминаем, что односторонний вызов на BSD занимает 20 микросекунд, в то время как на Mach — 114, 11 из которых — это переключение контекста, идентичного BSD. Дополнительно 18 используется менеджером памяти для отображения сообщения между непривилегированной средой исполнения и привилегированной (user-space и kernel-space). Это добавляет 31 микросекунду, что дольше традиционного вызова, но не намного.
Оставшаяся часть проблемы — это проверки прав доступа к порту сообщений. В то время, как это выглядит очень важным, фактически, это требуется только на Unix-системах. К примеру, однопользовательская система, запущенная на мобильном телефоне, может не нуждаться в таких возможностях, и это тот тип систем, в которых Mach может быть использован. Однако Mach создает проблемы: когда память перемещается в ОС, другие задачи могут не нуждаться в этом. DOS и ранние Mac OS имели единое адресное пространство, разделяемое всеми процессами, поэтому в таких системах отображение памяти — пустая трата времени.
Эти реализации положили начало второму поколению микроядер, которое уменьшает сложность системы, размещая большую часть функциональности в непривилегированном режиме исполнения. Например, ядро L4 включает только 7 функций и использует 12 килобайт памяти, тогда как Mach 3 включает около 140 функций и использует 330 килобайт памяти. IPC-вызов на L4 на 486DX-50 занимает только 5 микросекунд — быстрее, чем Unix-вызов на этой же системе, и в 20 раз быстрее, чем Mach. Конечно здесь не учитывается тот факт, что L4 не оперирует разрешениями и безопасностью, оставляя их на усмотрение непривилегированным программам.
«Потенциальные» ускорения L4 основаны на факте, что непривилегированные приложения часто предоставляют множество функций, которые формально поддерживаются ядром. Можно сравнить производительность MkLinux в колокейшн-режиме и порт L4, запущенный в непривилегированном режиме. L4 добавляет только около 5-10 % накладных расходов, в то время как Mach добавляет 15 %, что весьма интересно, если учитывать двойные переключения контекста.
В результате новые микроядра изменили индустрию в целом, множество некогда мертвых проектов вроде GNU Hurd снова привлекло к себе внимание.

## Операционные системы и ядра, основанные на Mach
- GNU Hurd
- Lites
- MkLinux
- mtXinu
- MachTen
- MacMach
- macOS (Darwin)
- NeXTSTEP
- OSF/1
- Workplace OS
- xMach
- UNICOS MAX